# Diaporthe circumscripta
Diaporthe circumscripta är en svampart som beskrevs av Fuckel 1870. Diaporthe circumscripta ingår i släktet Diaporthe och familjen Diaporthaceae.  Arten är reproducerande i Sverige. Inga underarter finns listade i Catalogue of Life.